# Angelica rupestris
Angelica rupestris là một loài thực vật có hoa trong họ Hoa tán. Loài này được Koidz. mô tả khoa học đầu tiên năm 1916.